# Japan Open Tennis Championships
Japan Open Tennis Championships, oficiálně Kinoshita Group Japan Open Tennis Championships, je profesionální tenisový turnaj mužů hraný v japonském hlavním městě Tokiu. Založen byl v roce 1972, což z něj učinilo nejdéle probíhající asijský turnaj na okruhu ATP Tour. V sezóně 2009 se stal součástí kategorie ATP Tour 500. V letech 1973–1989 patřil do okruhu Grand Prix. Mezi roky 1978–2008 se jednalo o společnou událost se ženami, které 
v rámci okruhu WTA Tour hrály v kategorii Tier III a od sezóny 2009 navázaly ósackým Japan Women's Open.
Dějištěm je Tenisový park Ariake, v němž se hraje na dvorcích s tvrdý povrchem DecoTurf. Centrální stadion Ariake Coliseum pro 10 tisíc diváků má zatahovací střechu. V témže areálu probíhá také ženský turnaj Pan Pacific Open na túře WTA. Kvůlí rekonstrukci areálu v Ariake pro letní olympiádu 2020, se ročník 2018 uskutečnil v tokijském komplexu Musashino Forest Sports Plaza na povrchu GreenSet. V roce 2023 se titulárním partnerem stala japonská společnost Kinoshita Group působící od roku 1990 ve sportovním a zábavním průmyslu. Na této pozici ukončila třináctiletou spolupráci turnaje s koncernem Rakuten.
Nejvyšší počet čtyř titulů ve dvouhře vyhrál Švéd Stefan Edberg. Mezi ženami získala rekordní čtyři trofeje Japonka Kimiko Dateová.

## Vývoj názvu turnaje
- 1987–1993: Suntory Japan Open, partner Suntory
- 1994–2000: Japan Open Tennis Championships
- 2001–2008: AIG Japan Open Tennis Championships, partner AIG
- 2009–2022: Rakuten Japan Open Tennis Championships, partner Rakuten
- od 2023: Kinoshita Group Japan Open Tennis Championships, partner Kinoshita Group

## Přehled finále

### Mužská dvouhra
| Rok  | vítěz                             | finalista                         | výsledek                          |
| ---- | --------------------------------- | --------------------------------- | --------------------------------- |
| 1973 | Ken Rosewall                      | John Newcombe                     | 6–1, 6–4                          |
| 1974 | John Newcombe                     | Ken Rosewall                      | 3–6, 6–2, 6–3                     |
| 1975 | Raúl Ramírez                      | Manuel Orantes                    | 6–4, 7–5, 6–3                     |
| 1976 | Roscoe Tanner                     | Corrado Barazzutti                | 6–3, 6–2                          |
| 1977 | Manuel Orantes                    | Kim Warwick                       | 6–2, 6–1                          |
| 1978 | Adriano Panatta                   | Pat DuPré                         | 6–3, 6–3                          |
| 1979 | Terry Moor                        | Pat DuPré                         | 3–6, 7–6, 6–2                     |
| 1980 | Ivan Lendl                        | Eliot Teltscher                   | 3–6, 6–4, 6–0                     |
| 1981 | Balázs Taróczy                    | Eliot Teltscher                   | 6–3, 1–6, 7–6                     |
| 1982 | Jimmy Arias                       | Dominique Bedel                   | 6–2, 2–6, 6–4                     |
| 1983 | Eliot Teltscher                   | Andrés Gómez                      | 7–5, 3–6, 6–1                     |
| 1984 | David Pate                        | Terry Moor                        | 6–3, 7–5                          |
| 1985 | Scott Davis                       | Jimmy Arias                       | 6–1, 7–6                          |
| 1986 | Rameš Krišnan                     | Johan Carlsson                    | 6–3, 6–1                          |
| 1987 | Stefan Edberg                     | David Pate                        | 7–6, 6–4                          |
| 1988 | John McEnroe                      | Stefan Edberg                     | 6–2, 6–2                          |
| 1989 | Stefan Edberg (2)                 | Ivan Lendl                        | 6–3, 2–6, 6–4                     |
| 1990 | Stefan Edberg (3)                 | Aaron Krickstein                  | 6–4, 7–5                          |
| 1991 | Stefan Edberg (4)                 | Ivan Lendl                        | 6–1, 7–5, 6–0                     |
| 1992 | Jim Courier                       | Richard Krajicek                  | 6–4, 6–4, 7–6                     |
| 1993 | Pete Sampras                      | Brad Gilbert                      | 6–2, 6–2, 6–2                     |
| 1994 | Pete Sampras (2)                  | Michael Chang                     | 6–4, 6–2                          |
| 1995 | Jim Courier (2)                   | Andre Agassi                      | 6–3, 6–4                          |
| 1996 | Pete Sampras (3)                  | Richey Reneberg                   | 6–4, 7–5                          |
| 1997 | Richard Krajicek                  | Lionel Roux                       | 6–2, 3–6, 6–1                     |
| 1998 | Andrei Pavel                      | Byron Black                       | 6–3, 6–4                          |
| 1999 | Nicolas Kiefer                    | Wayne Ferreira                    | 7–6(7–5), 7–5                     |
| 2000 | Sjeng Schalken                    | Nicolás Lapentti                  | 6–4, 3–6, 6–1                     |
| 2001 | Lleyton Hewitt                    | Michel Kratochvil                 | 6–4, 6–2                          |
| 2002 | Kenneth Carlsen                   | Magnus Norman                     | 7–6(8–6), 6–3                     |
| 2003 | Rainer Schüttler                  | Sébastien Grosjean                | 7–6(7–5), 6–2                     |
| 2004 | Jiří Novák                        | Taylor Dent                       | 5–7, 6–1, 6–3                     |
| 2005 | Wesley Moodie                     | Mario Ančić                       | 1–6, 7–6(9–7), 6–4                |
| 2006 | Roger Federer                     | Tim Henman                        | 6–3, 6–3                          |
| 2007 | David Ferrer                      | Richard Gasquet                   | 6–1, 6–2                          |
| 2008 | Tomáš Berdych                     | Juan Martín del Potro             | 6–1, 6–4                          |
| 2009 | Jo-Wilfried Tsonga                | Michail Južnyj                    | 6–3, 6–3                          |
| 2010 | Rafael Nadal                      | Gaël Monfils                      | 6–1, 7–5                          |
| 2011 | Andy Murray                       | Rafael Nadal                      | 3–6, 6–2, 6–0                     |
| 2012 | Kei Nišikori                      | Milos Raonic                      | 7–6(7–5), 3–6, 6–0                |
| 2013 | Juan Martín del Potro             | Milos Raonic                      | 7–6(7–5), 7–5                     |
| 2014 | Kei Nišikori (2)                  | Milos Raonic                      | 7–6(7–5), 4–6, 6–4                |
| 2015 | Stan Wawrinka                     | Benoît Paire                      | 6–2, 6–4                          |
| 2016 | Nick Kyrgios                      | David Goffin                      | 4−6, 6−3, 7−5                     |
| 2017 | David Goffin                      | Adrian Mannarino                  | 6−3, 7−5                          |
| 2018 | Daniil Medveděv                   | Kei Nišikori                      | 6–2, 6–4                          |
| 2019 | Novak Djoković                    | John Millman                      | 6–3, 6–2                          |
| 2020 | nehráno kvůli pandemii koronaviru | nehráno kvůli pandemii koronaviru | nehráno kvůli pandemii koronaviru |
| 2021 | nehráno kvůli pandemii koronaviru | nehráno kvůli pandemii koronaviru | nehráno kvůli pandemii koronaviru |
| 2022 | Taylor Fritz                      | Frances Tiafoe                    | 7–6(7–3), 7–6(7–2)                |
| 2023 | Ben Shelton                       | Aslan Karacev                     | 7–5, 6–1                          |
| 2024 | Arthur Fils                       | Ugo Humbert                       | 5–7, 7–6(8–6), 6–3                |

### Mužská čtyřhra
| Rok  | vítěz                                   | finalista                            | výsledek                          |
| ---- | --------------------------------------- | ------------------------------------ | --------------------------------- |
| 1973 | Mal Anderson Ken Rosewall               | Colin Dibley Allan Stone             | 7–5, 7–5                          |
| 1974 | nehráno kvůli počasí                    | nehráno kvůli počasí                 | nehráno kvůli počasí              |
| 1975 | Brian Gottfried Raúl Ramírez            | Juan Gisbert Manuel Orantes          | 7–6, 6–4                          |
| 1976 | Bob Carmichael Ken Rosewall             | Ismail aš-Šáfii Brian Fairlie        | 6–4, 6–4                          |
| 1977 | Geoff Masters Kim Warwick               | Colin Dibley Chris Kachel            | 6–2, 7–6                          |
| 1978 | Ross Case Geoff Masters                 | Željko Franulović Buster Mottram     | 6–2, 4–6, 6–1                     |
| 1979 | Colin Dibley Pat DuPré                  | Rod Frawley Francisco González       | 3–6, 6–1, 6–1                     |
| 1980 | Ross Case Jaime Fillol                  | Terry Moor Eliot Teltscher           | 6–3, 3–6, 6–4                     |
| 1981 | Heinz Günthardt Balázs Taróczy          | Larry Stefanki Robert Van't Hof      | 3–6, 6–2, 6–1                     |
| 1982 | Sherwood Stewart Ferdi Taygan           | Tim Gullikson Tom Gullikson          | 6–1, 3–6, 7–6                     |
| 1983 | Sammy Giammalva Steve Meister           | Tim Gullikson Tom Gullikson          | 6–4, 6–7, 7–6                     |
| 1984 | David Dowlen Nduka Odizor               | Mark Dickson Steve Meister           | 6–7, 6–4, 6–3                     |
| 1985 | Scott Davis David Pate                  | Sammy Giammalva Greg Holmes          | 7–6, 6–7, 6–3                     |
| 1986 | Matt Anger Ken Flach                    | Jimmy Arias Greg Holmes              | 6–2, 6–3                          |
| 1987 | Paul Annacone Kevin Curren              | Andrés Gómez Anders Järryd           | 6–4, 7–6                          |
| 1988 | John Fitzgerald Johan Kriek             | Steve Denton David Pate              | 6–4, 6–7, 6–4                     |
| 1989 | Ken Flach Robert Seguso                 | Kevin Curren David Pate              | 7–6, 7–6                          |
| 1990 | Mark Kratzmann Wally Masur              | Kent Kinnear Brad Pearce             | 3–6, 6–3, 6–4                     |
| 1991 | Stefan Edberg Todd Woodbridge           | John Fitzgerald Anders Järryd        | 6–4, 5–7, 6–4                     |
| 1992 | Kelly Jones Rick Leach                  | John Fitzgerald Anders Järryd        | 0–6, 7–5, 6–3                     |
| 1993 | Ken Flach Rick Leach                    | Glenn Michibata David Pate           | 2–6, 6–3, 6–4                     |
| 1994 | Henrik Holm Anders Järryd               | Sébastien Lareau Patrick McEnroe     | 7–5, 6–1                          |
| 1995 | Mark Knowles Jonathan Stark             | John Fitzgerald Anders Järryd        | 6–3, 3–6, 7–6                     |
| 1996 | Todd Woodbridge Mark Woodforde          | Mark Knowles Rick Leach              | 6–2, 6–3                          |
| 1997 | Martin Damm Daniel Vacek                | Justin Gimelstob Patrick Rafter      | 2–6, 6–2, 7–6                     |
| 1998 | Sébastien Lareau Daniel Nestor          | Olivier Delaître Stefano Pescosolido | 6–3, 6–4                          |
| 1999 | Jeff Tarango Daniel Vacek               | Wayne Black Brian MacPhie            | 4–3, ret.                         |
| 2000 | Maheš Bhúpatí Leander Paes              | Michael Hill Jeff Tarango            | 6–4, 6–7, 6–3                     |
| 2001 | Rick Leach David Macpherson             | Paul Hanley Nathan Healey            | 1–6, 7–6, 7–6                     |
| 2002 | Jeff Coetzee Chris Haggard              | Jan-Michael Gambill Graydon Oliver   | 7–6, 6–4                          |
| 2003 | Justin Gimelstob Nicolas Kiefer         | Scott Humphries Mark Merklein        | 6–7, 6–3, 7–6                     |
| 2004 | Jared Palmer Pavel Vízner               | Jiří Novák Petr Pála                 | 5–1, ret.                         |
| 2005 | Satoši Iwabuči Takao Suzuki             | Simon Aspelin Todd Perry             | 5–4, 5–4                          |
| 2006 | Ashley Fisher Tripp Phillips            | Paul Goldstein Jim Thomas            | 6–2, 7–5                          |
| 2007 | Jordan Kerr Robert Lindstedt            | Frank Dancevic Stephen Huss          | 6–4, 6–4                          |
| 2008 | Michail Južnyj Mischa Zverev            | Lukáš Dlouhý Leander Paes            | 6–3, 6–4                          |
| 2009 | Julian Knowle Jürgen Melzer             | Ross Hutchins Jordan Kerr            | 6–2, 5–7, [10–8]                  |
| 2010 | Eric Butorac Jean-Julien Rojer          | Andreas Seppi Dmitrij Tursunov       | 6–3, 6–2                          |
| 2011 | Andy Murray Jamie Murray                | František Čermák Filip Polášek       | 6–1, 6–4                          |
| 2012 | Alexander Peya Bruno Soares             | Leander Paes Radek Štěpánek          | 6–3, 7–6(7–5)                     |
| 2013 | Rohan Bopanna Édouard Roger-Vasselin    | Jamie Murray John Peers              | 7–6(7–5), 6–4                     |
| 2014 | Pierre-Hugues Herbert Michał Przysiężny | Ivan Dodig Marcelo Melo              | 6–3, 6–7(3–7), [10–5]             |
| 2015 | Raven Klaasen Marcelo Melo              | Juan Sebastián Cabal Robert Farah    | 7–6(7–5), 3–6, [10–7]             |
| 2016 | Marcel Granollers Marcin Matkowski      | Raven Klaasen Rajeev Ram             | 6–2, 7–6(7–4)                     |
| 2017 | Ben McLachlan Jasutaka Učijama          | Jamie Murray Bruno Soares            | 6–4, 7–6(7–1)                     |
| 2018 | Ben McLachlan Jan-Lennard Struff        | Raven Klaasen Michael Venus          | 6–4, 7–5                          |
| 2019 | Nicolas Mahut Édouard Roger-Vasselin    | Nikola Mektić Franko Škugor          | 7–6(9–7), 6–4                     |
| 2020 | nehráno kvůli pandemii koronaviru       | nehráno kvůli pandemii koronaviru    | nehráno kvůli pandemii koronaviru |
| 2021 | nehráno kvůli pandemii koronaviru       | nehráno kvůli pandemii koronaviru    | nehráno kvůli pandemii koronaviru |
| 2022 | Mackenzie McDonald Marcelo Melo         | Rafael Matos David Vega Hernández    | 6–4, 3–6, [10–4]                  |
| 2023 | Rinky Hijikata Max Purcell              | Jamie Murray Michael Venus           | 6–4, 6–1                          |
| 2024 | Julian Cash Lloyd Glasspool             | Ariel Behar Robert Galloway          | 6–4, 4–6, [12–10]                 |

### Ženská dvouhra
| Rok  | vítězka                 | finalistka               | výsledek           |
| ---- | ----------------------- | ------------------------ | ------------------ |
| 1979 | Betsy Nagelsenová       | Naoko Satóová            | 6–1, 3–6, 6–3      |
| 1980 | Mariana Simionescuová   | Nerida Gregoryová        | 6–4, 6–4           |
| 1981 | Marie Pinterová         | Pam Casaleová            | 2–6, 6–4, 6–1      |
| 1982 | Laura Gildemeisterová   | Pilar Vásquezová         | 3–6, 6–4, 6–0      |
| 1983 | Ecuko Inoueová          | Shelley Solomonová       | 7–5, 6–2           |
| 1984 | Lilian Drescherová      | Shawn Foltzová           | 6–4, 6–2           |
| 1985 | Gabriela Sabatini       | Linda Gatesová           | 6–3, 6–4           |
| 1986 | Helen Kelesiová         | Bettina Fulco-Villellová | 6–2, 6–2           |
| 1987 | Katerina Malejevová     | Barbara Gerkenová        | 6–2, 6–3           |
| 1988 | Patty Fendicková        | Stephanie Reheová        | 6–3, 7–5           |
| 1989 | Kumiko Okamotová        | Elizabeth Smylieová      | 6–4, 6–2           |
| 1990 | Catarina Lindqvistová   | Elizabeth Smylieová      | 6–3, 6–2           |
| 1991 | Lori McNeilová          | Sabine Appelmansová      | 2–6, 6–2, 6–1      |
| 1992 | Kimiko Dateová          | Sabine Appelmansová      | 7–5, 3–6, 6–3      |
| 1993 | Kimiko Dateová (2)      | Stephanie Rottierová     | 6–1, 6–3           |
| 1994 | Kimiko Dateová (3)      | Amy Frazierová           | 7–5, 6–0           |
| 1995 | Amy Frazierová          | Kimiko Dateová           | 7–6, 7–5           |
| 1996 | Kimiko Dateová (4)      | Amy Frazierová           | 7–5, 6–4           |
| 1997 | Ai Sugijamová           | Amy Frazierová           | 4–6, 6–4, 6–4      |
| 1998 | Ai Sugijamová (2)       | Corina Morariuová        | 6–3, 6–3           |
| 1999 | Amy Frazierová (2)      | Ai Sugijamová            | 6–2, 6–2           |
| 2000 | Julie Halard-Decugisová | Amy Frazierová           | 5–7, 7–5, 6–4      |
| 2001 | Monika Selešová         | Tamarine Tanasugarnová   | 6–3, 6–2           |
| 2002 | Jill Craybasová         | Silvija Talajaová        | 2–6, 6–4, 6–4      |
| 2003 | Maria Šarapovová        | Anikó Kaprosová          | 2–6, 6–2, 7–6(7–5) |
| 2004 | Maria Šarapovová (2)    | Mashona Washingtonová    | 6–0, 6–1           |
| 2005 | Nicole Vaidišová        | Taťána Golovinová        | 7–6(7–4), 3–2skreč |
| 2006 | Marion Bartoliová       | Aiko Nakamuraová         | 2–6, 6–2, 6–2      |
| 2007 | Virginie Razzanová      | Venus Williamsová        | 4–6, 7–6(9–7), 6–4 |
| 2008 | Caroline Wozniacká      | Kaia Kanepiová           | 6–2, 3–6, 6–1      |

### Ženská čtyřhra
| Rok  | vítězky                                        | finalistky                                     | výsledek           |
| ---- | ---------------------------------------------- | ---------------------------------------------- | ------------------ |
| 1979 | Betsy Nagelsenová Penny Johnsonová             | Jü Li Čch'-ao Čchen Čchuan                     | 3−6, 6−4, 7−6      |
| 1980 | Dana Gilbertová Peanut Louieová                | Nerida Gregoryová Marie Neumannová             | 7−5, 7−6           |
| 1981 | Cláudia Monteirová Pat Medradová               | Barbara Jordanová Roberta McCallumová          | 6−3, 3−6, 6−2      |
| 1982 | Laura duPontová Barbara Jordanová              | Naoko Satóová Brenda Remilton−Wardová          | 6−2, 6−7, 6−1      |
| 1983 | Chris O'Neilová Pam Whytcrossová               | Helena Mansetová Micki Schilligová             | 6−3, 7−5           |
| 1984 | Betsy Nagelsenová Candy Reynoldsová            | Emilse Raponiová Adriana Villagránová          | 6−3, 6−2           |
| 1985 | Belinda Cordwellová Julie Richardsonová        | Laura Gildemeisterová Beth Herrová             | 6−4, 6−4           |
| 1986 | Sandy Collinsová Sharon Walshová               | Susan Mascarinová Betsy Nagelsenová            | 6−1, 6−2           |
| 1987 | Kathy Jordanová Betsy Nagelsenová (2)          | Sandy Collinsová Sharon Walshová               | 6−3, 7−5           |
| 1988 | Gigi Fernándezová Robin Whiteová               | Lea Antonoplisová Barbara Gerkenová            | 6−1, 6−4           |
| 1989 | Jill Hetheringtonová Elizabeth Smylieová       | Ann Henrickssonová Beth Herrová                | 6−1, 6−3           |
| 1990 | Kathy Jordanová Elizabeth Smylieová            | Hu Nová Michelle Jaggardová                    | 6–0, 3–6, 6–1      |
| 1991 | Amy Frazierová Maja Kidowakiová                | Jone Kamiová Akiko Kidžimutová                 | 6–2, 6–4           |
| 1992 | Amy Frazierová (2) Rika Hirakiová              | Kimiko Dateová Stephanie Reheová               | 5–7, 7–6(7–5), 6–0 |
| 1993 | Ei Iidová Maja Kidowakiová (2)                 | Li Fang Kjóko Nagacuková                       | 6–2, 4–6, 6–4      |
| 1994 | Mami Donoširová Ai Sugijamová                  | Yayuk Basukiová Nana Mijagiová                 | 6–4, 6–1           |
| 1995 | Mihó Saekiová Juka Jošidová                    | Kjóko Nagacuková Ai Sugijamová                 | 6–7, 6–4, 7–6      |
| 1996 | Kimiko Dateová Ai Sugijamová (2)               | Amy Frazierová Kimberly Poová                  | 7–6, 6–7, 6–3      |
| 1997 | Alexia Dechaume-Balleretová Rika Hirakiová (2) | Kerry-Anne Guseová Corina Morariuová           | 6–4, 6–2           |
| 1998 | Naoko Kidžimutová Nana Mijagiová               | Amy Frazierová Rika Hirakiová                  | 6–3, 4–6, 6–4      |
| 1999 | Corina Morariuová Kimberly Poová               | Catherine Barclayová Kerry-Anne Guseová        | 6–3, 6–2           |
| 2000 | Julie Halard-Decugisová Corina Morariuová (2)  | Tina Križanová Katarina Srebotniková           | 6–1, 6–2           |
| 2001 | Liezel Huberová Rachel McQuillanová            | Janet Leeová Wynne Prakusjová                  | 6–2, 6–0           |
| 2002 | Šinobu Asagoeová Nana Mijagiová (2)            | Světlana Kuzněcovová Arantxa Sánchez Vicariová | 6–4, 4–6, 6–4      |
| 2003 | Maria Šarapovová Tamarine Tanasugarnová        | Ansley Cargillová Ashley Harkleroadová         | 7–6(7–1), 6–0      |
| 2004 | Šinobu Asagoeová (2) Katarina Srebotniková     | Jennifer Hopkinsová Mashona Washingtonová      | 6–1, 6–4           |
| 2005 | Gisela Dulková Maria Kirilenková               | Šinobu Asagoeová María Vento-Kabchiová         | 7–5, 4–6, 6–3      |
| 2006 | Vania Kingová Jelena Kostanićová               | Čan Jung-žan Čuang Ťia-žung                    | 7–6(7–2), 5–7, 6–2 |
| 2007 | Sun Tchien-tchien Jen C’                       | Čuang Ťia-žung Vania Kingová                   | 1–6, 6–2, [10–6]   |
| 2008 | Jill Craybasová Marina Erakovicová             | Ajumi Moritová Aiko Nakamuraová                | 4–6, 7–5, [10–6]   |

## Rekordy
Zápas třetího kola Japan Open 2006, v němž Jiří Novák podlehl Benjaminu Beckerovi, vytvořil na túře ATP rekord nejdéle hraného utkání do noci, když skončil ve 3:24 hodiny místního času.
| Rekord                    | Rekord   | držitelé rekordu                                                                                              |
| ------------------------- | -------- | --- |
| Nejvíce titulů ve dvouhře | 4        | Stefan Edberg                                                                                                 |
| Nejvíce titulů ve čtyřhře | 3        | Rick Leach Ken Flach                                                                                          |
| Nejvíce vyhraných zápasů  | 27       | Stefan Edberg                                                                                                 |
| Nejstarší vítěz dvouhry   | 38 let   | Ken Rosewall (1973)                                                                                           |
| Nejmladší vítěz dvouhry   | 18 let   | Jimmy Arias (1982)                                                                                            |
| Nejvýše postavený vítěz   | 1. ATP   | Stefan Edberg (1991) Pete Sampras (1994, 1996) Roger Federer (2006) Rafael Nadal (2010) Novak Djoković (2019) |
| Nejníže postavený vítěz   | 121. ATP | Kenneth Carlsen (2002)                                                                                        |

## Galerie

Ariake Coliseum se zatahovací střechou
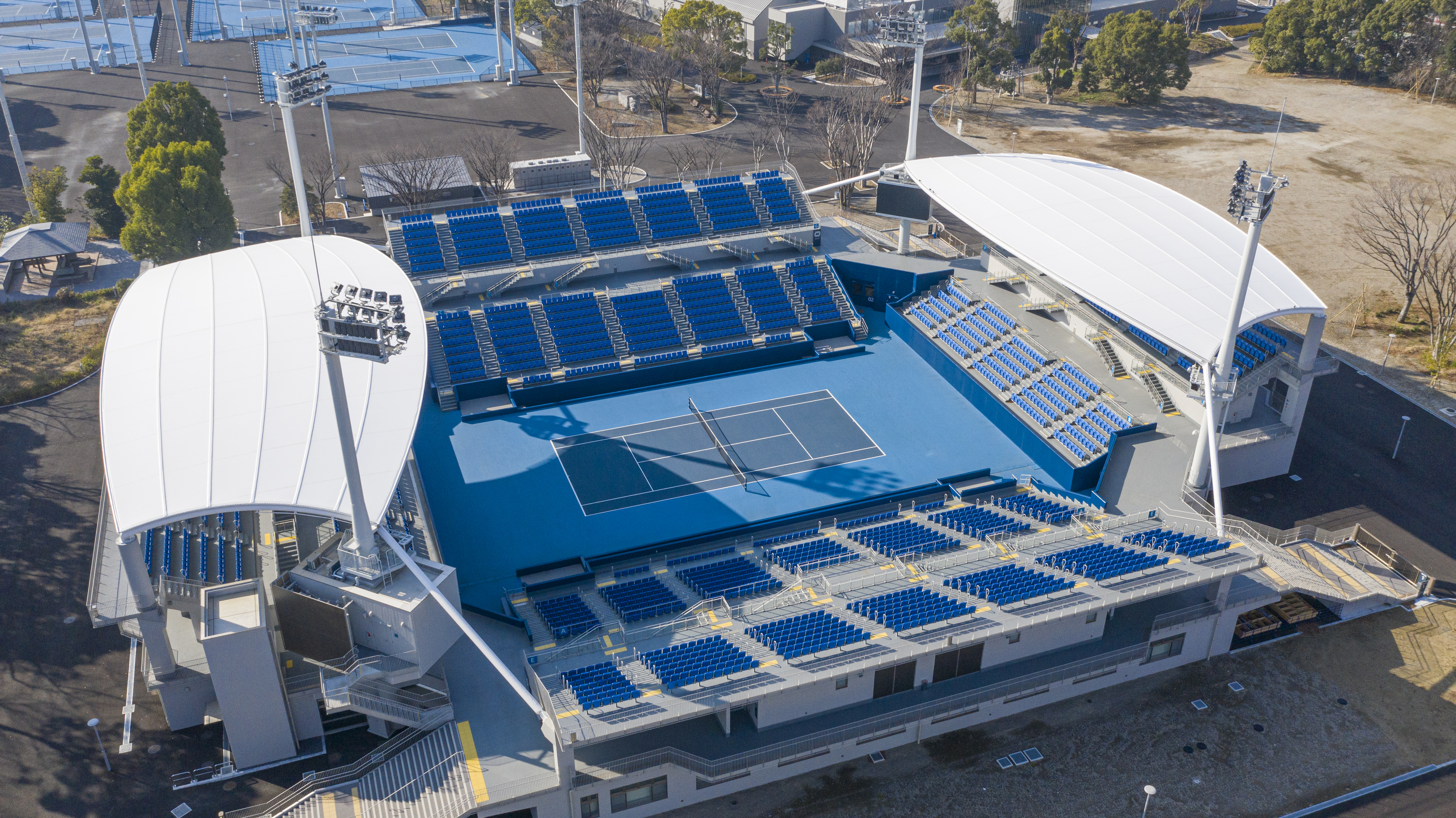
Druhý největší dvorec areálu
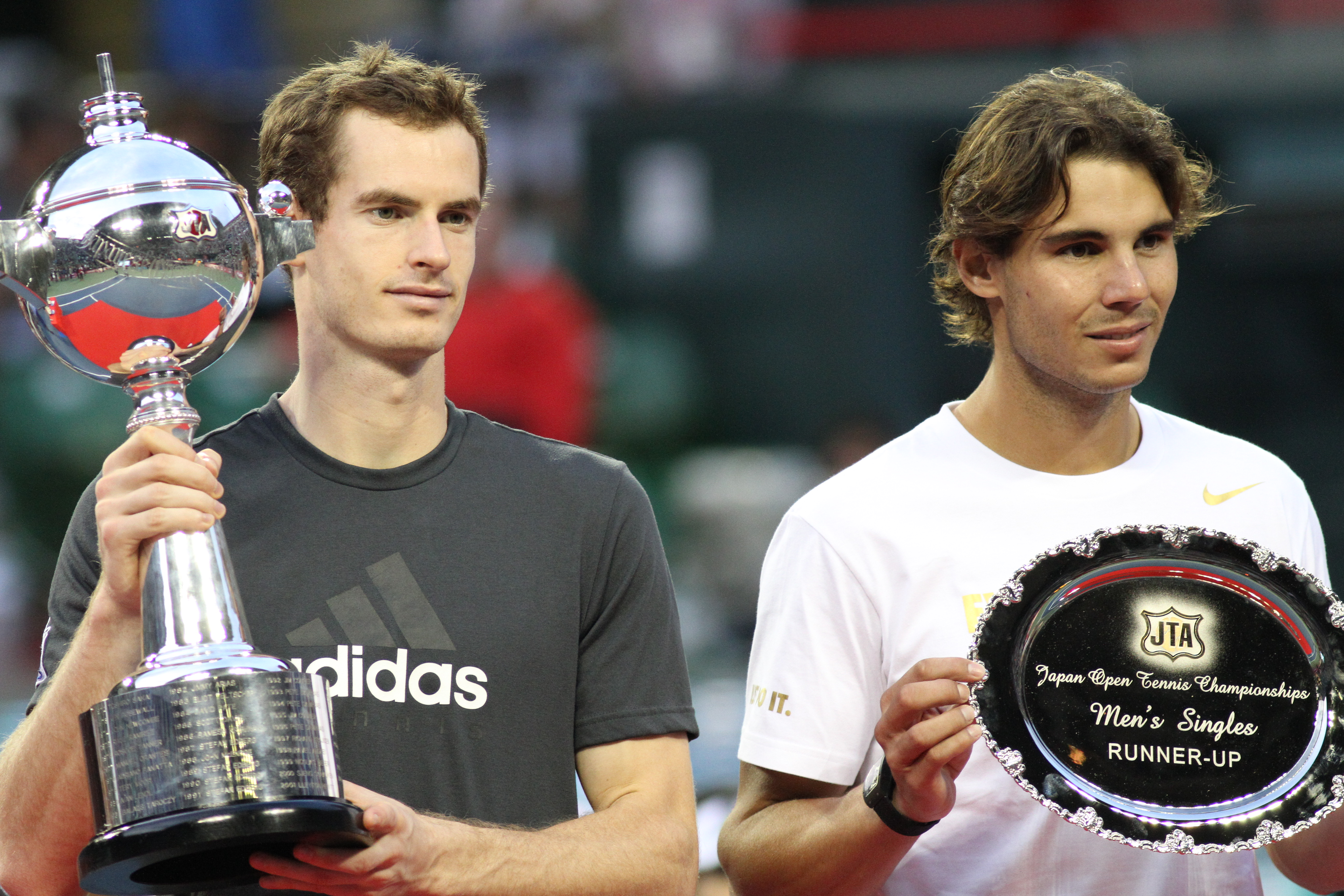
Andy Murray a Rafael Nadal, 2011
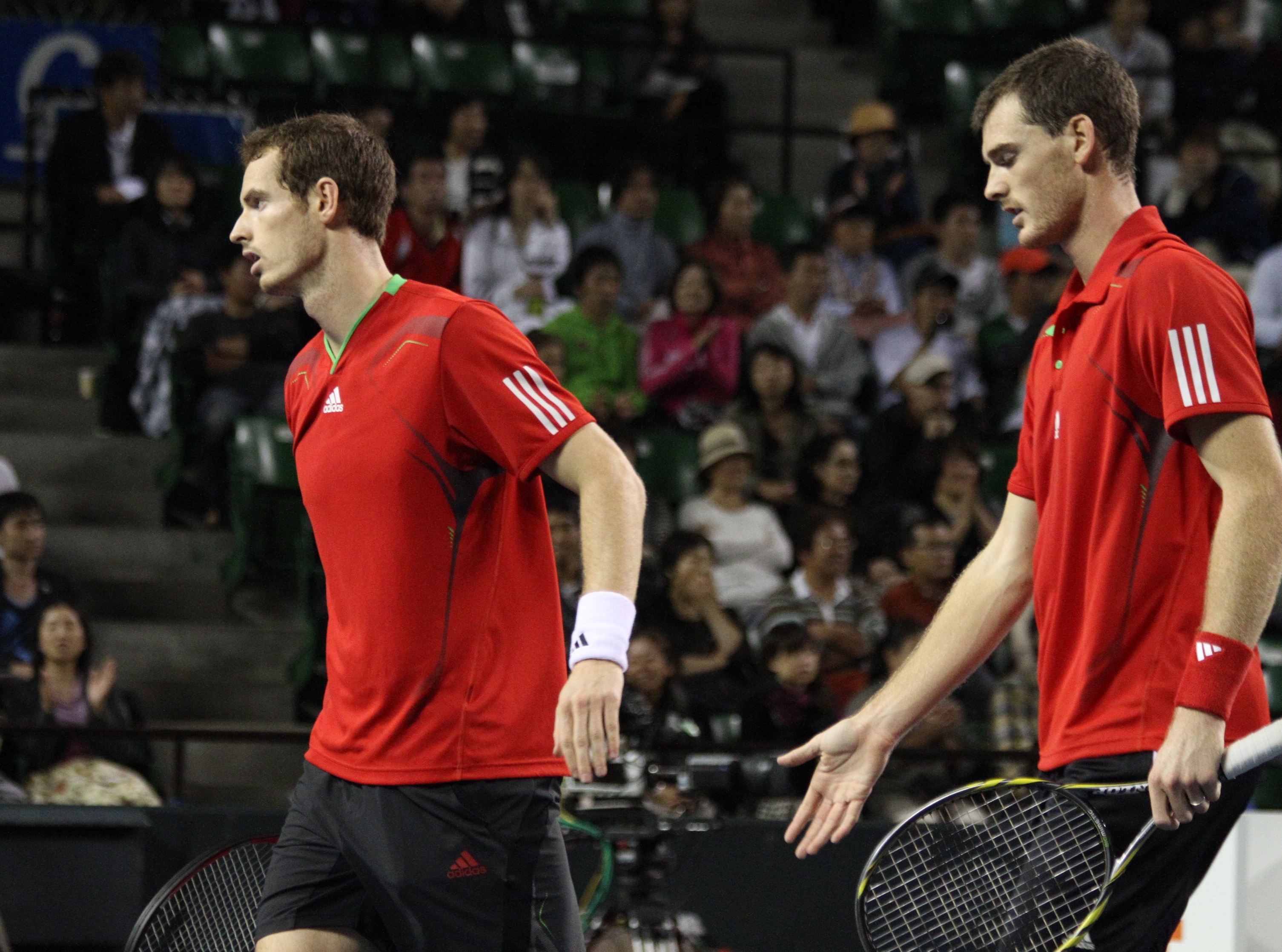
Andy a Jamie Murrayovi
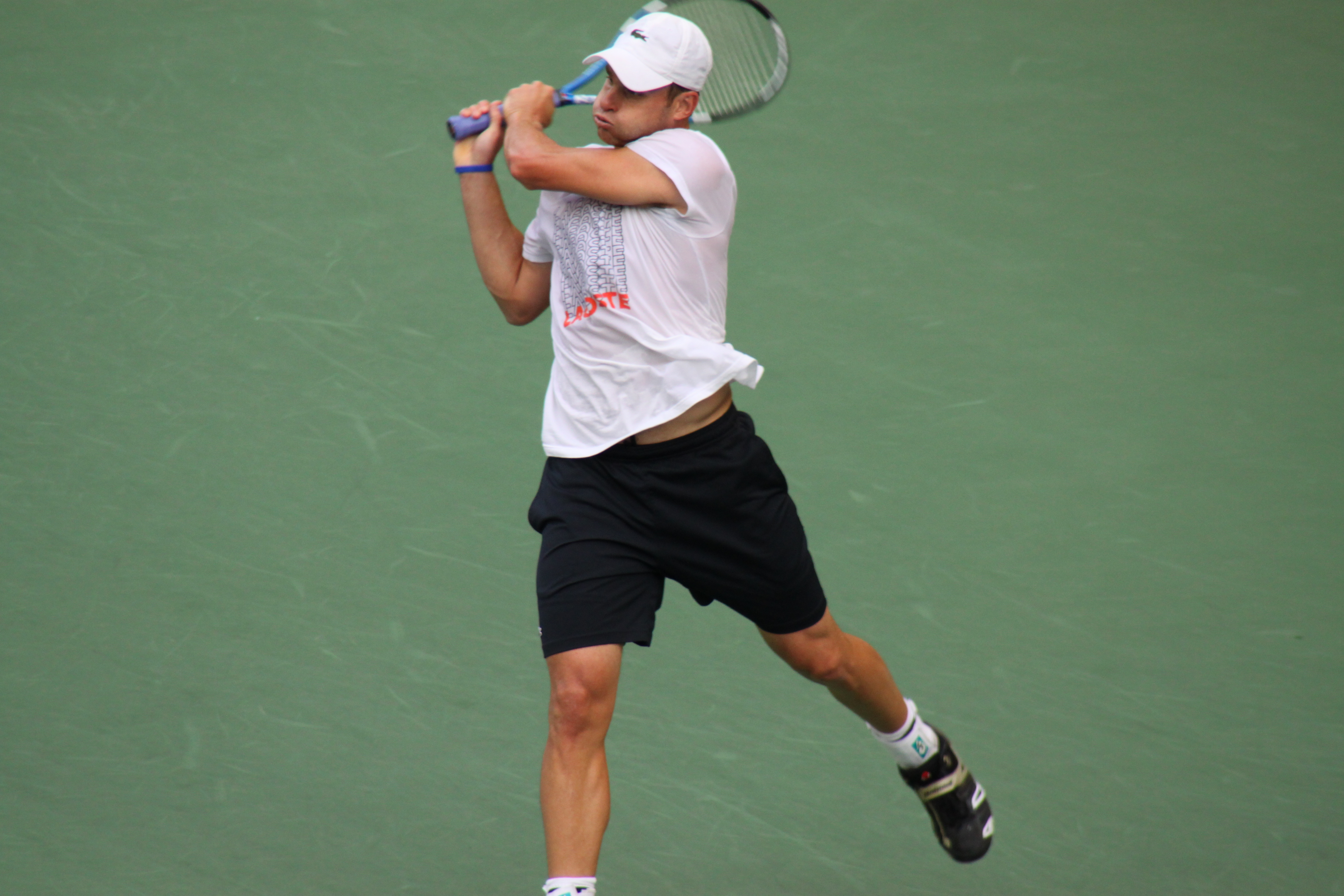
Andy Roddick